# Buck
Buck je priimek več znanih oseb:
- Carl Darling Buck (1866—1955), ameriški jezikoslovec
- Dudley Buck (1839—1909), ameriški orglar in skladatelj
- Linda B. Buck (*1947), ameriška molekularna biologinja, nobelovka leta 2004
- Pearl Buck (1892—1973), ameriška pisateljica, nobelovka leta 1938
- Tim Buck (1891—1973), kanadski politik